# Genus maiestaticum
Genus maiestaticum — це концепція ранньої лютеранської христології: людська природа Ісуса Христа поділяє всемогутність, всезнання і всюдисущість Бога. Це використовувалося для пояснення (але не для виправдання) дійсної присутності людської природи в освячених елементах таїнства вівтаря і подальшого гортанного споживання істинних Тіла і Крові Христових усіма учасниками євхаристії. За логікою речей, навпаки, божественна природа Ісуса Христа повинна була б також розділити його людську здатність до страждання (див. genus tapeinoticum). Цю концепцію ортодоксальні лютеранські догматики такого висновку не робили, оскільки він не був сумісний з їхнім розумінням незмінності Бога.
Старореформатські догматики відкидали genus maiestaticum, оскільки, на їхню думку, він розмивав справжню людяність Ісуса і ставив питання про те, чи були страждання Христа тоді ще справді людськими стражданнями. Стара лютеранська догматика намагалася уникнути цієї складності, навчаючи, що людина Ісус Христос розділив божественні якості лише як дар. На пізньому етапі ранньолютеранської догматики було додатково розроблено доктрину «de statu Christi duplice» («подвійного статусу Христа»), слідуючи Філ. 2:5 і далі: status exinanitionis під час земного життя, status exaltationis після воскресіння.